# Ben Miller
Bennet Evan "Ben" Miller (født 24. februar 1966) er en engelsk komiker, skuespiller og filminstruktør. Han er nok mest kendt for sin rolle som Rowan Atkinsons agent-makker i komediefilmene Johnny English (2003) og Johnny English slår til igen (2018).
Han er også kendt som den ene halvdel af komedieserien Armstrong and Miller med Alexander Armstrong. Miller og Armstrong skrev og medvirkede i Channel 4-sketchshowet Armstrong and Miller, såvel som BBC-sketchshowet The Armstrong & Miller Show. Miller er også kendt for at spille hovedrollen som Richard Poole i de første 2 sæsoner af BBCs krimidrama Death in Paradise (2011 -2014).